# Hashiru
Hashiru (走る?) è un brano musicale della cantante giapponese Maaya Sakamoto, pubblicato come singolo il 21 novembre 1998. Il singolo ha raggiunto l'ottantasettesima posizione della classifica Oricon, dove è rimasto per una sola settimana.

## Tracce
1. Hashiru (走る?, Corri) - 5:35
2. Pilot (パイロット?) - 3:55
3. Hashiru (走る?, Corri) (Vocal off) - 5:35
4. Pilot (パイロット?) (Vocal off) - 3:55

Durata totale: 19:12

## Classifiche
| Classifica (1996)                        | Posizione più alta |
| ---------------------------------------- | ------------------ |
| Giappone (Classifica settimanale Oricon) | 87                 |